# Oogvlekzee-engel
De oogvlekzee-engel (Squatina tergocellatoides) is een vis uit de familie van zee-engelen (Squatinidae) en behoort  tot de orde van haaien. De haai kan een lengte bereiken van 63 centimeter.

## Leefomgeving
De oogvlekzee-engel is een zoutwatervis die leeft in het noordwestelijk deel van de Grote Oceaan op het continentaal plat tussen Taiwan en het vasteland van China (zie kaartje). De diepteverspreiding is 100 tot 300 meter onder het wateroppervlak. Het is net als de andere soorten zee-engelen een haai die voornamelijk op de zeebodem leeft.

## Relatie tot de mens
De oogvlekzee-engel is voor de visserij van geen belang. Deze vis is zeer zeldzaam en wordt zo nu en dan, en steeds minder vaak, aangetroffen op vismarkten. Omdat de vis leeft in gebieden waar intensief wordt gevist en omdat bekend is dat de minder zeldzame soorten zee-engelen veel te lijden hebben door deze visserij, is deze soort als kwetsbaar op de Rode Lijst van de IUCN terechtgekomen.

## Voetnoten
1. 1 2  (en) Oogvlekzee-engel op de IUCN Red List of Threatened Species.
2. ↑  Walsh, J.H. & Ebert, D.A. 2008. Squatina tergocellatoides. In: IUCN 2009.IUCN Red List of Threatened Species. Version 2009.2. <www.iucnredlist.org>.Downloaded on 01 March 2010.